# Kyla Ross
Kyla Briana Ross (Honolulu, 24 ottobre 1996) è un'ex ginnasta statunitense, membro delle "Fierce Five", la seconda squadra olimpica americana vincitrice del concorso a squadre ai Giochi Olimpici e vice campionessa del mondo nel 2013.
Nasce alle Hawaii da Jason e Kiana Ross; ha due fratelli più piccoli. Inizia a praticare ginnastica artistica all'età di tre anni presso la Greenville Gymnastics e successivamente presso la Richmond Olympiad, per poi allenarsi definitivamente alla Gym-Max di Costa Mesa dal 2005

## Carriera Junior

### 2009: i primi successi
Nell'aprile 2009 partecipa alla sua prima importante competizione, l'American Classic di San Diego, California. Arriva seconda nella classifica generale junior col complessivo di 55.316 punti.
A luglio compete al CoverGirl Classic svoltosi a Des Moines e arriva prima nella classifica individuale (57.000 punti). Durante le finali ad attrezzo, ottenendo 15.200 punti, arriva prima al volteggio, quinta alla trave (13.950) e al corpo libero (14.250). Il mese successivo prende parte ai campionati nazionali statunitensi, i Visa Championships. Diventa campionessa nazionale juniores ottenendo, nella prima e seconda giornata, un totale di 114.000 punti. Nelle finali di specialità arriva prima al volteggio (30.350) e alla trave (29.000 punti), terza al corpo libero (28.200). "È un sogno diventato realtà quello di competere ai Visas. Li guardo da quando avevo sette anni".
A novembre, come ultima competizione dell'anno, partecipa ai Giochi Panamericani di Aracaju, Brasile. Aiuta la squadra americana a vincere la medaglia d'oro nel concorso a squadre. Individualmente arriva prima nel concorso generale con un punteggio complessivo di 57.400. Inoltre, vince l'oro alle parallele asimmetriche (14.150 punti), trave (15.000 punti) e l'argento al corpo libero (13.800 punti).

### 2010: campionessa nazionale
La prima competizione stagionale è il Trofeo Città di Jesolo dove si piazza al secondo posto nella classifica individuale col complessivo di 56.700 punti. Il mese successivo, Kyla prende parte ai Pacific Rim Championships di Melbourne, Australia. Qui aiuta la squadra statunitense ad arrivare al primo posto. Individualmente arriva seconda nell'all-around (58.000), dietro solamente alla futura campionessa mondiale Jordyn Wieber (59.550). Durante le finali di specialità vince la medaglia d'oro al volteggio (15.100), l'argento alle parallele asimmetriche (14.250) e al corpo libero (14.200).
A luglio partecipa ai CoverGirl Classic di Chicago, Illinois. Arriva terza nel concorso generale individuale col punteggio complessivo di 58.700 e si classifica quarta al volteggio (15.200), alle parallele (14.550). Vince l'oro alla trave (15.250).
Il mese seguente compete al suo secondo Visa Championships, tenutosi ad Hartford, Connecticut. Difende il titolo nazionale arrivando prima nel concorso individuale col totale di 116.450 punti. Inoltre, arriva prima alla trave (29.900), terza al volteggio (30.450) e al corpo libero (28.500), settima alle parallele asimmetriche (27.600).
A settembre compete nell'ultima competizione importante dell'anno, i Giochi Panamericani di Guadalajara. Qui, aiuta il team statunitense a vincere la medaglia d'oro e individualmente arriva prima nel concorso individuale col punteggio complessivo di 57.998. Nella finale di specialità vince l'argento al corpo libero (14.075) e arriva sesta alle parallele (13.350).

### 2011: campionessa ai CoverGirl Classic
A marzo prende parte alla competizione juniores del Trofeo Città di Jesolo, con Italia e Russia. Compete in tutti e quattro gli attrezzi e arriva prima nella classifica generale con 58,750 punti. Gli Stati Uniti vincono pienamente la competizione (232,250), davanti all'Italia (212,800) e alla Russia Campione del Mondo (210,200).
A luglio compete ai CoverGirl Classic di Chicago, dove arriva prima nel concorso individuale col punteggio di 58,850. Inoltre, nelle finali di specialità, arriva prima alle parallele asimmetriche (15,000), quarta alla trave (14,650) e terza al corpo libero (13,950). Il mese seguente compete ai Visa Championships di Saint Paul, Minnesota. Diventa vicecampionessa nazionale (117,650), vince l'argento alle parallele (29,600) e alla trave (30,450).

## Carriera Senior

### 2012: pre-Olimpiadi
All'inizio di marzo compete ai Pacific Rim Championships tenutisi ad Everett. Aiuta la squadra americana a vincere la medaglia d'oro; individualmente arriva seconda nella classifica individuale (59.200) e alle parallele asimmetriche (15.050), arriva prima alla trave (15.375) e terza al corpo libero (14.375).
Partecipa al Trofeo Città di Jesolo del 31 marzo, competendo in tutti e quattro gli attrezzi e vincendo la medaglia d'oro nel concorso generale individuale con 59.850 punti, staccando di 8 decimi la connazionale e seconda classificata Aly Raisman. Al corpo libero (13,750) ottiene ben tre decimi di penalità. Ottime le prestazioni alla trave (15.500), parallele asimmetriche (15.050) e volteggio (15.550). Gli Stati Uniti, con un punteggio complessivo di 236.950, chiudono al primo posto.
Il 26 maggio compete agli Secret U.S. Classic, dove vince l'argento nel concorso individuale con 59.800 punti. Inoltre, con dei buoni esercizi, ottiene il secondo punteggio più alto alle parallele asimmetriche (15.450). Con 15.300 punti arriva quarta al volteggio e quinta a trave e corpo libero con rispettivamente 14.700 e 14.350 punti.
Dall'8 al 10 giugno partecipa ai Visa Championships. Durante la prima giornata, competendo in tutti e quattro gli attrezzi, si classifica al quarto posto con 59.750 punti, dietro a Jordyn Wieber, Gabrielle Douglas (entrambe 60.650) e Alexandra Raisman (60.200). Inoltre, si qualifica prima alle parallele asimmetriche e quarta alla trave. Durante la giornata finale arriva ai piedi del podio con 119.950 punti. Diventa vice campionessa nazionale alle parallele (30.850).
Il 29 e 30 giugno partecipa ai Trials Olimpici, l'ultima tappa per selezionare le ginnaste che parteciperanno alle Olimpiadi di Londra. Nella prima giornata di gara, con delle buone esecuzioni, arriva quinta nel concorso individuale (59.400): ottiene il punteggio più alto alle parallele asimmetriche (15.500), 14.500 alla volteggio, 14.900 alla trave e 14.500 all corpo libero. Col complessivo di 120.000 punti, arriva quinta nel concorso individuale ed entra a far parte della squadra che parteciperà a Londra 2012.

#### Olimpiadi di Londra
Il 29 luglio, con la giornata di qualificazione femminile, inizia la sua avventura olimpica. Compete in tutti e quattro gli attrezzi e contribuisce a far qualificare la squadra statunitense al primo posto, con un complessivo di 181.863, staccando la Russia seconda classificata di un decimo circa (180.429). Individualmente svolge dei buonissimi esercizi alle parallele asimmetriche (14.866), alla trave (15.075) dove non riesce a qualificarsi per la finale a causa della regola "two per country".
Il 31 luglio compete a trave e parallele per la finale a squadre. Con degli altissimi punteggi, 15.133 alla trave e 14.933 alle parallele asimmetriche, vince l'oro insieme alla squadra statunitense, che stacca di ben cinque punti la Russia (178.530) e di sette punti la Romania (176.414). Questo è il secondo oro vinto dagli Stati Uniti in un concorso a squadre olimpico (il primo fu quello di Atlanta 1996, vinto dalle Magnificent Seven).

### 2013: campionessa nazionale
L'11 gennaio viene confermata la notizia che vede Kyla come partecipante agli AT&T American Cup. A causa di un infortunio, viene in seguito sostituita dalle connazionali Katelyn Ohashi e Simone Biles. Nonostante l'infortunio, si esibisce alla trave.
A marzo viene selezionata per far parte della squadra nazionale che partecipa al Trofeo Città di Jesolo. Qui, con dei buoni esercizi ma alcune imprecisioni al corpo libero (13.350) arriva seconda nel concorso generale individuale (58.650) e prima nel concorso a squadre (234.250). Durante le finali di specialità, vince l'oro alle parallele (14.550) e l'argento alla trave (15.000) dietro di un solo decimo dalla connazionale Simone Biles.
Il 27 luglio compete ai Secret U.S. Classic, gara qualificante per i P&G Championships. Esegue delle magistrali parallele, due buoni esercizi a volteggio e trave e, nonostante un errore al corpo libero, riesce a vincere il concorso generale individuale (58.650 punti), battendo di 4 decimi la seconda classificata Peyton Ernst. Inoltre, vince la medaglia d'oro alle parallele (15.400) e l'argento alla trave (14.650), mancando l'oro per soli 5 centesimi.
Dal 15 al 17 luglio partecipa ai P&G Championships. Durante la prima giornata, competendo in tutti e quattro gli attrezzi, si classifica al secondo posto con 59.750 punti, dietro a Simone Biles (60.500). Inoltre, si qualifica prima a parallele e terza a trave. Il 17 agosto diventa vice campionessa nazionale con 160.250 punti, dietro a Simone Biles di soli due decimi (120.450). Diventa inoltre campionessa a trave (29.950) e parallele (30.950).
Entra nella Gymnastics Hall of Fame USA insieme alla squadra olimpica di Londra 2012.
Ai Campi di Selezione viene scelta per rappresentare gli Stati Uniti d'America ai Campionati Mondiali di Anversa 2013. Durante le qualificazioni, Kyla compete nella prima suddivisione. Riesce a qualificarsi al secondo posto nel concorso generale e alle parallele, terza alla trave e sesta al corpo libero.
Nel concorso individuale, grazie a degli esercizi puliti, vince la medaglia d'argento con un complessivo di 59.332 punti dietro alla connazionale Simone Biles e davanti alla campionessa olimpica Alija Mustafina. È così la prima donna statunitense di origini asiatiche a vincere una medaglia nel concorso individuale mondiale. Inoltre, nella stessa giornata di gara, vince il Longines Prize for Elegance, insieme al giapponese Kohei Uchimura.
Durante le finali di specialità, vince la medaglia d'argento alle parallele e alla trave, arriva quinta al corpo libero.

### 2014: Campionati Mondiali di Nanning
A marzo 2014 partecipa al Trofeo Città di Jesolo, e conquista, per la prima volta nella storia, il secondo titolo individuale della competizione (addirittura la terza vittoria se si considera quella da juniores del 2011); non conquista però alcun titolo di specialità, piazzandosi seconda alle parallele, dietro a Madison Kocian, e al corpo libero, dietro a Mykayla Skinner.
Il 2 agosto compete ai Secret U.S. Classic, dove vince l'argento nel concorso individuale. Inoltre, con dei buoni esercizi, ottiene il punteggio più alto alla trave (15.450), il secondo al corpo libero e il terzo alle parallele asimmetriche.
Dal 21 al 23 agosto partecipa ai P&G Championships. Durante la prima giornata di gara commette diversi errori: cade nella prima diagonale al corpo libero e nell'uscita alle parallele asimmetriche (il salto d'uscita era basso e le sue ginocchia hanno toccato il tappeto, costringendo i giudici a contare l'errore come fosse una normale caduta). Grazie a un buon volteggio (15.050) e una solida trave (15.200) riesce comunque a finire la gara al quarto posto. Nella seconda giornata migliora tutti i suoi esercizi e, ottenendo 15.200 al volteggio, 15.000 alle parallele, 15.350 alla trave e 14.800 al corpo libero, si conferma vice campionessa nazionale dietro a Simone Biles. Vince il titolo alla trave (30.550), arriva quinta al corpo libero e sesta alle parallele asimmetriche.
Entra ufficialmente a far parte, per il terzo anno consecutivo, della squadra nazionale senior.
Ai Campi di Selezione viene scelta per rappresentare gli Stati Uniti d'America ai Campionati Mondiali di Nanning. Durante le qualificazioni, nonostante uno stiramento all'anca e l'inguine, compete in tutti gli attrezzi e si posiziona al quinto posto nel concorso individuale (57.941). Si qualifica inoltre per la finale del concorso a squadre e alla trave. Durante la finale compete di nuovo su quattro attrezzi e aiuta la squadra americana a vincere la medaglia d'oro con 179.280 punti, battendo la Cina (172.857) e la Russia (171.462). Per il secondo anno consecutivo sale sul podio nel concorso generale, vincendo la medaglia di bronzo grazie alle cadute di Aliya Mustafina e Yao Jinnan. Arriva sesta alla trave.

### 2015: trofeo Città di Jesolo e U.S. Classic
Nel mese di Febbraio, la Ross si iscrive alla UCLA. Al Trofeo Città di Jesolo mostra delle solide routine, tranne al corpo libero, dove esce di pedana. A causa del basso punteggio ottenuto, arriva decima nel concorso individuale. Tuttavia, i suoi altri tre esercizi contribuiscono alla medaglia d'oro della squadra. Vince poi la medaglia d'oro alle parallele.
Nel mese di Luglio gareggia agli U.S. Secret Classic, dove a causa di alcuni problemi fisici si presenta solo a trave e parallele. Cade due volte alle parallele, dove finisce 17ª. Gareggia bene alla trave, dove arriva quarta.

### 2016: ritiro dalla ginnasticaélite
Il 22 febbraio 2016, attraverso Twitter, la Ross ha annunciato il suo ritiro dalla ginnastica di livello élite, cioè dalle competizioni internazionali con la nazionale statunitense.
Ha deciso di non portare avanti la preparazione per le Olimpiadi del 2016 a Rio de Janeiro, per proseguire, invece, con la ginnastica artistica di livello collegiale presso l'Università della California, Los Angeles (UCLA), dove si è iscritta a settembre 2016, con la squadra dei Bruins.